# Premio Tenco
Premio Tenco je každoročně udělovaná italská hudební cena. Pojmenována byla podle italského zpěváka jménem Luigi Tenco a poprvé byla udělena v roce 1974. Uděluje se během festivalu autorských písní v San Remu. Během její historie ji získalo mnoho hudebníků z mnoha světových zemí. V roce 2011 ji získal Jaromír Nohavica, který tak byl historicky prvním oceněným Čechem. O tři roky později cenu získala česká skupina The Plastic People of the Universe.

## Oceněni

### Pro hudebníka
- 1974 – Léo Ferré, Sergio Endrigo, Giorgio Gaber, Domenico Modugno, Gino Paoli
- 1975 – Vinicius de Moraes, Fausto Amodei, Umberto Bindi, Fabrizio De André, Francesco Guccini, Enzo Jannacci
- 1976 – Georges Brassens
- 1977 – Jacques Brel
- 1978 – Leonard Cohen
- 1979 – Lluís Llach
- 1980 – Atahualpa Yupanqui
- 1981 – Chico Buarque de Hollanda
- 1982 – Arsen Dedić
- 1983 – Alan Stivell, Paolo Conte, Giovanna Marini, Roberto Vecchioni
- 1984 – Colette Magny
- 1985 – Silvio Rodríguez, Dave Van Ronk, Bulat Okudžava
- 1986 – Tom Waits, Joan Manuel Serrat
- 1988 – Joni Mitchell
- 1989 – Randy Newman
- 1990 – Caetano Veloso
- 1991 – Charles Trenet
- 1993 – Vladimir Vysockij (posmrtně)
- 1994 – Pablo Milanés
- 1995 – Sérgio Godinho
- 1996 – Renato Carosone
- 1997 – Jackson Browne
- 1998 – Elvis Costello
- 1999 – Bruce Cockburn, Zülfü Livaneli
- 2000 – Nick Cave, Rickie Lee Jones
- 2001 – Laurie Anderson, Luis Eduardo Aute
- 2002 – Donovan, Gilberto Gil,
- 2003 – Eric Andersen, Patti Smith
- 2004 – Peter Hammill
- 2005 – John Cale, Khaled
- 2006 – Willy DeVille, Bruno Lauzi
- 2007 – Jacques Higelin
- 2008 – Milton Nascimento
- 2009 – Franco Battiato, Angélique Kidjo
- 2010 – Paul Brady
- 2011 – Luciano Ligabue, Jaromír Nohavica
- 2012 – The Klezmatics
- 2013 – Robyn Hitchcock
- 2014 – José Mário Branco, David Crosby, Maria Farantouri, The Plastic People of the Universe, John Trudell
- 2015 – Francesco Guccini
- 2016 – Otello Profazio, Stan Ridgway
- 2017 – Vinicio Capossela[6]
- 2018 – Zucchero, Salvatore Adamo
- 2019 – Pino Donaggio, Gianna Nannini, Eric Burdon
- 2020 – Vasco Rossi, Sting
- 2021 – Mogol, Fiorella Mannoia, Vittorio De Scalzi, Paolo Pietrangeli, Enrico Ruggeri, Stefano Bollani, Marisa Monte
- 2022 - Alice, Claudio Baglioni, Angelo Branduardi, Fabio Concato, Jurij Ševčuk, Giorgio Conte, Bénabar, Michael McDermott[7]

### Pro kulturní osobnost
- 1974 – Nanni Ricordi
- 1975 – Michele L. Straniero
- 1976 – Filippo Crivelli
- 1977 – Dario Fo
- 1978 – Roberto Roversi
- 1979 – Roberto De Simone
- 1980 – Giancarlo Cesaroni
- 1981 – Giorgio Calabrese, Ornella Vanoni
- 1982 – Roberto Murolo
- 1983 – Sergio Bardotti
- 1984 – Paolo Poli
- 1985 – Bulat Okudžava
- 1986 – Susana Rinaldi
- 1989 – Žanna Bičevská
- 1990 – Antônio Carlos Jobim
- 1991 – Milva
- 1994 – Virgilio Savona
- 1995 – Cesária Évora, Cheikha Rimitti
- 1996 – Lowell Fulson
- 1997 – Paddy Moloney
- 1998 – Roger McGuinn
- 1999 – Mercedes Sosa
- 2000 – Ute Lemper, Franco Lucà
- 2001 – Meri Lao
- 2002 – Arto Lindsay, Enrique Morente
- 2003 – Jane Birkinová, Maria Del Mar Bonet
- 2004 – Dulce Pontes
- 2005 – Fernanda Pivano
- 2006 – Gianfranco Reverberi, Achinoam „Noa“ Nini
- 2007 – Marianne Faithfullová
- 2008 – Joan Molas
- 2009 – Horacio Ferrer
- 2010 – Amancio Prada, Roberto „Freak“ Antoni
- 2011 – Mauro Pagani
- 2012 – Alessandro Portelli
- 2013 – Garland Jeffreys, Cui Jian
- 2014 – Gianni Minà
- 2015 – Guido De Maria
- 2016 – Sergio Staino
- 2017 – Massimo Ranieri, Camané[6]
- 2018 – Carlo Petrini
- 2019 – Franco Fabbri
- 2020 – Vincenzo Mollica
- 2021 – Pere Camps
- 2022 – Giancarlo Governi, Gualtiero Bertelli[7]